# In der Gewalt der Zombies
In der Gewalt der Zombies (italienischer Originaltitel: Le notti erotiche dei morti viventi, deutsch: „Die erotischen Nächte der lebenden Toten“) ist ein mit pornographischen Elementen angereicherter, dem Horrorfilm zugehöriger Exploitationfilm des italienischen Regisseurs Joe D’Amato aus dem Jahr 1980. Die Hauptrollen spielen George Eastman, der unter dem Pseudonym Tom Salina auch das Drehbuch schrieb, und Laura Gemser.

## Handlung
Der wohlhabende US-amerikanische Unternehmer und Architekt John Wilson möchte auf der einsamen, fluchbeladenen Katzeninsel, einem abgelegenen Eiland in der Karibik, ein Ferienparadies errichten. Um den Neuerwerb zu vermessen, bereist Wilson gemeinsam mit seiner flüchtigen Hotelbekanntschaft Fiona sowie Skipper Larry O’Hara die besagte Insel. Allerdings hat er nicht mit den Zombies und dem Schutzgeist der Insel, einer Katze, gerechnet, die auf dem Areal ihr Unwesen treiben.
Schon kurz vor der Überfahrt zur Katzeninsel kommt es bei den drei Reisenden zu mysteriösen Vorkommnissen, die jedoch anfänglich missachtet werden. Wilson, seine Geliebte und der Seemann beginnen zunächst mit dem Auskundschaften des gepachteten Gebietes, stoßen aber auf der für unbewohnt gehaltenen Insel alsbald auf die geheimnisvolle exotische Schönheit Luna und deren sonderbaren Großvater, die die Eindringlinge erneut ermahnen, die Gegend wieder zu verlassen. Die Einheimischen fürchten eine Ruhestörung der hier begrabenen Toten ihres Volkes und deren mögliche Auferstehung.
Trotz vorheriger Warnungen bewertet Wilson alles Übernatürliche zunächst als Spinnerei und Aberglaube, bis er – nach weiteren unerklärlichen Sichtungen – seine Meinung ändert. Ein Verlassen der Tropeninsel ist aber zu diesem Zeitpunkt nicht mehr möglich. Die Toten des dortigen Friedhofs erheben sich aus ihren Gräbern und bedrängen die Lebenden. Der triebgesteuerte Wilson wird von der geheimnisvollen Luna „entmannt“ und von den kannibalistischen Untoten angefressen, wodurch er auch zu einem Zombie wird, während sich O’Hara und Fiona einer ganzen Schar von lebenden Toten erwehren müssen. Am Ende überleben Fiona und der Seemann dank eines Amuletts die Angriffe, werden aber wahnsinnig. Sie werden gerettet und in einer psychiatrischen Anstalt interniert.

## Hintergrund
Mit In der Gewalt der Zombies führte der Regisseur Joe D’Amato sein Konzept aus dem Film Nackt unter Kannibalen fort. Auf Grund dessen überraschenden Erfolges konzipierte D’Amato einen ähnlich gelagerten Film. Mit In der Gewalt der Zombies kombinierte er die damals sehr erfolgreiche Horrorfigur der Zombies (ein Jahr zuvor war George A. Romeros Erfolgsfilm Zombie – Dawn of the Dead in die Kinos gekommen), mit Erotikszenen. Der Originaltitel ist auch an Romeros ersten Zombiefilm Night of the Living Dead angelehnt. Gemeinsamkeiten gibt es – bis auf die Zombie-Thematik – zwischen den Werken jedoch nicht.
Joe D’Amato konnte für sein Projekt Laura Gemser gewinnen, die durch ihre Rolle als Black Emanuelle einen hohen Bekanntheitsgrad genoss. Im Gegensatz zu Nackt unter Kannibalen drehte D’Amato für In der Gewalt der Zombies Hardcore-Sexszenen, weshalb der Film auch Ziel von Zensurmaßnahmen in zahlreichen Ländern wurde. D’Amato hatte zu dem Zeitpunkt bereits erkannt, dass reine Softcore-Produktionen nicht den gewünschten Erfolg versprachen, für den er nach eigener Aussage einzig arbeitete. An den besagten Hardcore-Szenen beteiligten sich weder Laura Gemser noch George Eastman. Letzterer bewältigte seine Sexszenen stets bekleidet. D’Amato schnitt schließlich, um möglichst großen Absatz zu finden, eine sog. Zombie-Fassung und eine Hardcore-Fassung zusammen, bei der jeweils Gewalt oder Sex dominierte. Die Zombie-Fassung wurde allerdings vorwiegend in Italien vertrieben.

## Kritiken
„Zu Lebzeiten drehte Onkel Joe D’Amato Filme, die jedes denkende Lebewesen beleidigten, dessen Intelligenzquotient über 28 lag. Inzwischen befindet er sich selbst unter der Erde und damit auch in der Gewalt von Zombies“

„Kolportagefilm, der die Bilder von mordenden Zombies mit Sexeinlagen im Stil der Emanuelle-Filme verbindet und Modewellen abzuschöpfen versucht.“

## Veröffentlichungen in Deutschland
1981 wurde der Film erstmals von UFA als Schmalfilmfassung für das Heimkino veröffentlicht. Die 3×110-m-Fassung mit einer Laufzeit von ca. 47 min. ist in der Handlung gekürzt und enthält vorwiegend die Sex- und Zombieszenen.
Auf Video oder DVD war In der Gewalt der Zombies jahrelang auch nicht in der ungekürzten Fassung in Deutschland zu erstehen. Die Video-Erstauflage von UFA besaß eine Laufzeit von rund 78 Minuten und war vor allem in den Sexszenen sowie in der Handlung gekürzt. Auch die Video-Veröffentlichungen der Firma Astro waren nicht gänzlich ungekürzt. Erst mit dem Aufkommen der DVD erschien In der Gewalt der Zombies ungeschnitten in Deutschland. Die Auflage des Labels X-NK ist vollkommen ungeschnitten und enthält  neben der angesprochenen Zombie-Fassung auch die Hardcore-Version, die über eine insgesamt dreizehn Minuten längere Laufzeit verfügt. Zudem existiert eine drastisch gekürzte, jugendfreie DVD, deren Schnittdauer über eine halbe Stunde umfasst.